# Franz Cleyn

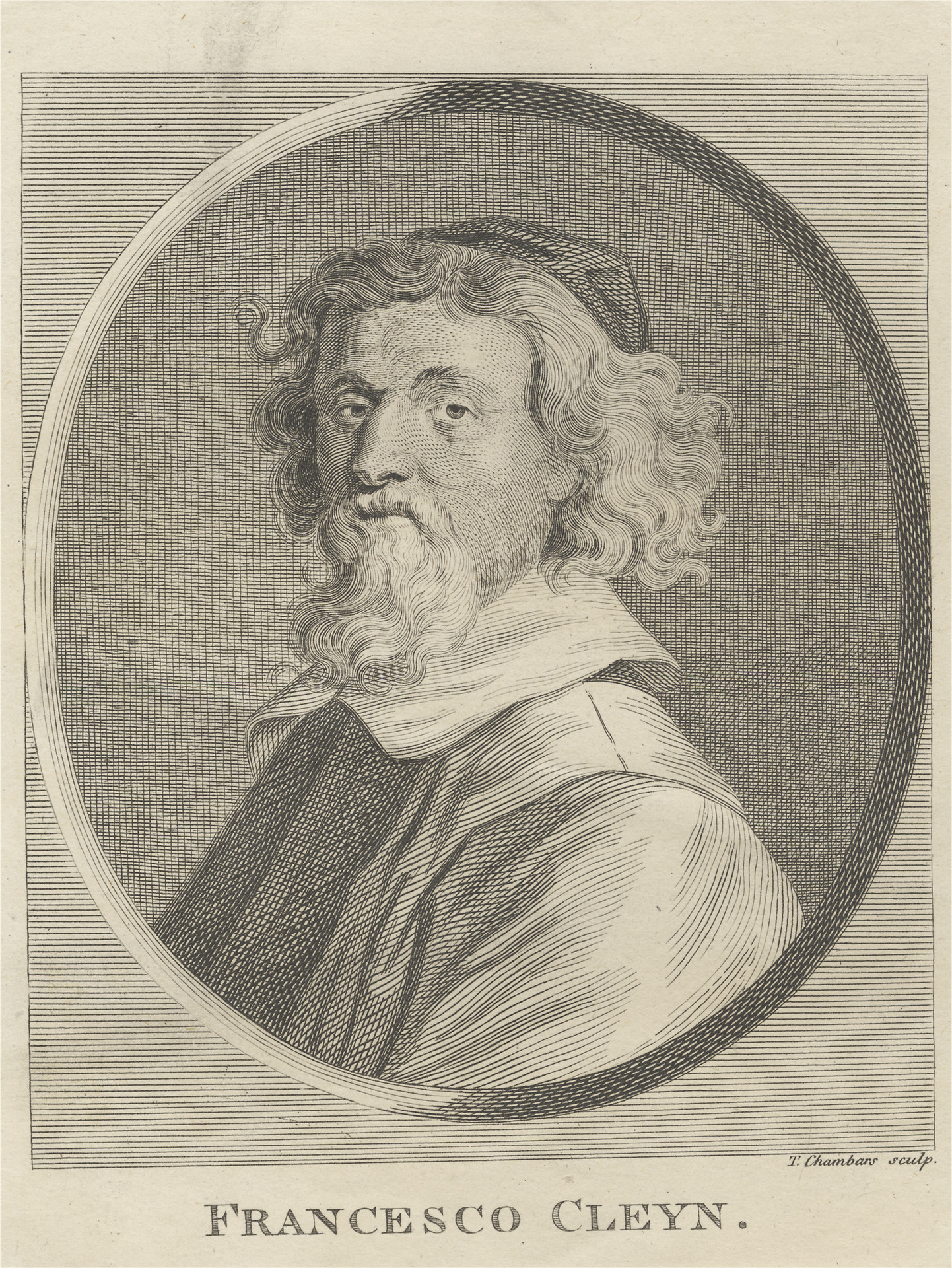
Francesco Cleyn von Thomas Chambers

Franz Cleyn auch  Franz de Cleyn (* 1582 in Rostock; † 1658 in London) war ein deutscher Maler, Zeichner, Radierer und Tapisserie-Künstler in dänischen und englischen Diensten.

## Leben
Franz Cleyn war der Sohn eines Rostocker Goldschmieds. Nach einer handwerklichen Grundausbildung kam er 1599 an den Hof König Christians IV. von Dänemark in Kopenhagen. 1600 malte er ein Porträt des Königs. 1611 wurde er zum Hofmaler ernannt und war unter anderem mit der Neueinrichtung von Schloss Rosenborg beschäftigt, so fertigte er etwa Deckengemälde, Wandgemälde, große Bilder, Kartons zur Herstellung von Tischteppichen und Porträts der königlichen Familie. Eine vier Jahre dauernde Bildungsreise führte ihn nach Italien, wo er sich besonders in Rom und Venedig aufhielt. 1617 erhielt er das Bürgerrecht von Kopenhagen.
Cleyn ging 1624, ausgestattet mit Empfehlungsschreiben von Sir Robert Anstruther, außerordentlicher Botschafter Englands am dänischen Hof sowie von Sir Henry Wotton, dem damaligen englischen Botschafter in der Republik Venedig, nach England zu Charles, zu der Zeit Prince of Wales. Da dieser außer Landes war, wurde er von James I. empfangen. Dieser sah in ihm genau den Mann, den er für die neue Wandteppichmanufaktur benötigte, die er unter Sir Francis Crane in Mortlake bei London hatte einrichten lassen, die  Mortlake Tapestry Works. Da Cleyn zur Beendigung einiger Arbeiten nach Dänemark zurück musste, James I. ihn aber unbedingt nach England holen wollte, schrieb er persönlich an den dänischen König und bat um dessen Freigabe. Der Antrag wurde bewilligt, und Cleyn kehrte nach England zurück und trat in den Dienst von Prinz Charles. Er wurde sofort in Mortlake angestellt. Bei Charles Thronbesteigung 1625 belohnte er Cleyn mit einer Rente von £ 100 pro Jahr und baute ihm eine Residenz in der Nähe der Manufaktur. Neben seinen Tapisserie-Entwürfen war er auch bei der Ausgestaltung von Schlössern (Somerset House, Wimbledon Manor House, Carew House und Holland House) tätig. James I. gab u. a. den Auftrag, fünf der sieben Original-Karikaturen Raffaels aus der Apostelgeschichte, die er erworben hatte, unter Cleyns Leitung zu kopieren und als Wandteppiche zu reproduzieren. In der Gestaltung der Grotesken und anderen Ornamente in diesen Werken schien Cleyn scheinbar konkurrenzlos zu sein. Vielfach bewundert, wurde er als zweiter Tizian und als „il famosissimo pittore, miracolo del secolo“ bezeichnet. Mit Beginn des englischen Bürgerkrieges kam es zum Einbruch in Cleyns Wohlstand, da die königlichen Zuwendungen entfielen. Er beschäftigte sich nunmehr vorwiegend mit Radierungen und der Gestaltung von Buchillustrationen, womit er bereits um 1630 begonnen hatte.
Die Tapisserien und anderen Produktionen der Manufaktur Mortlake wurden vor allem in Frankreich hoch geschätzt und über den Kontinent verteilt. So befinden sich etwa heute mehrere Wandteppiche im Primatialpalais in Bratislava, die die Geschichte von Hero und Leander darstellen. Das Statens Museum for Kunst in Kopenhagen besitzt mehrere großformatige Werke religiösem Inhalts, wie die Darstellung Jesu im Tempel und Taufe Christi oder die Verlobung.

## Werke (Auswahl)
- Wandteppiche Perseus und Andromeda, Hero und Leander, Royal Horses
- Die fünf Sinne (Quinque Sensuum Descriptio), Tafeln in Form von Grotesken
- Buchillustrationen zu Vergil (gestochen von Wenzel Hollar), zu den Fabeln des Aesop und Ovids Metamorphosen
- Entwurf des großen Staatssiegels für König Karl I.
- En trolovelse (eine Verlobung), Öl auf Leinwand, 183 × 308 cm (H × B)
- En drengeskole (eine Jungenschule), Öl auf Leinwand, 236 × 311,5 cm
- Fremstillingen af Jesus i Templet og Kristi dåb (Darstellung Jesu im Tempel und Taufe Christi), Öl auf Leinwand, 182 × 307,5 cm

## Galerie

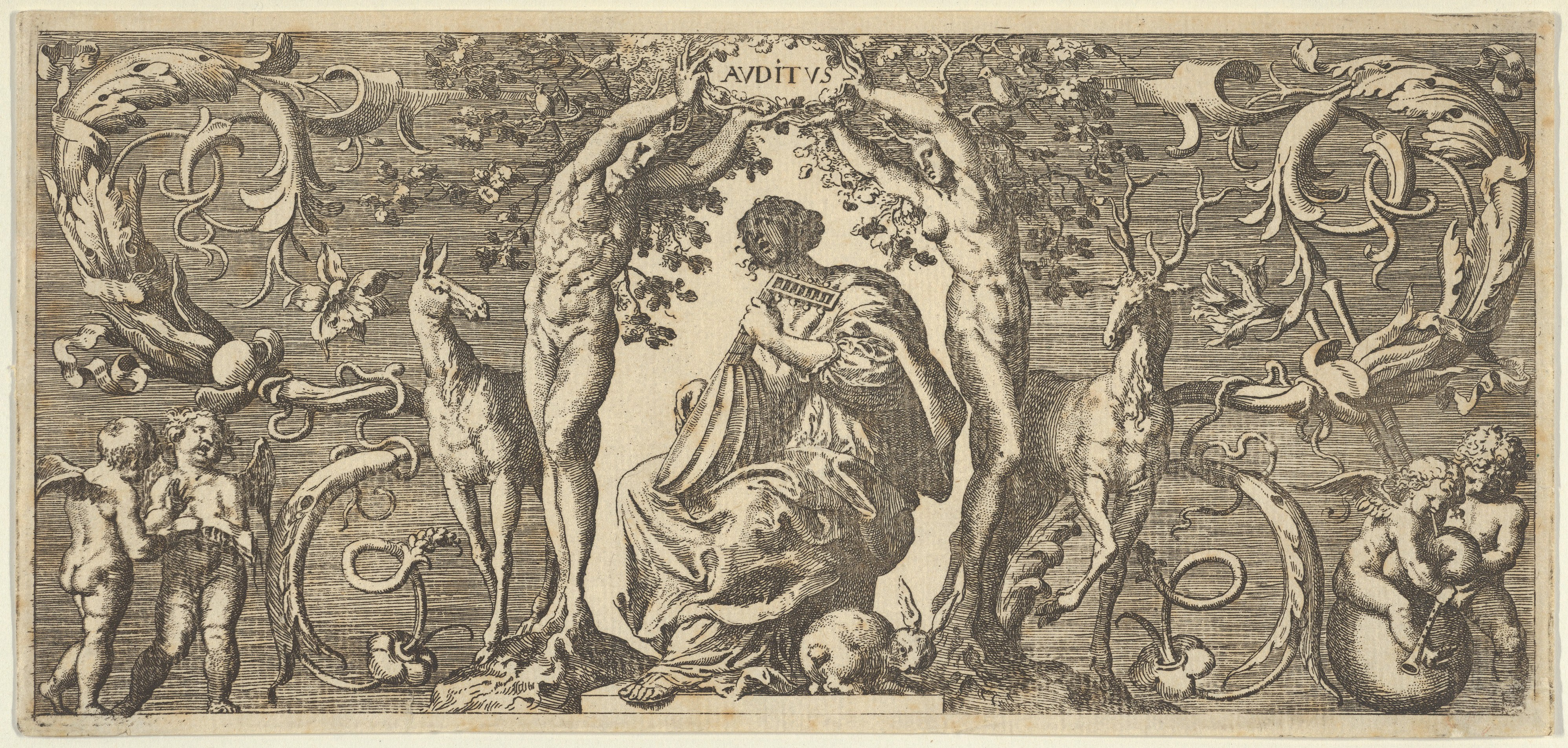
Hören (Auditus)
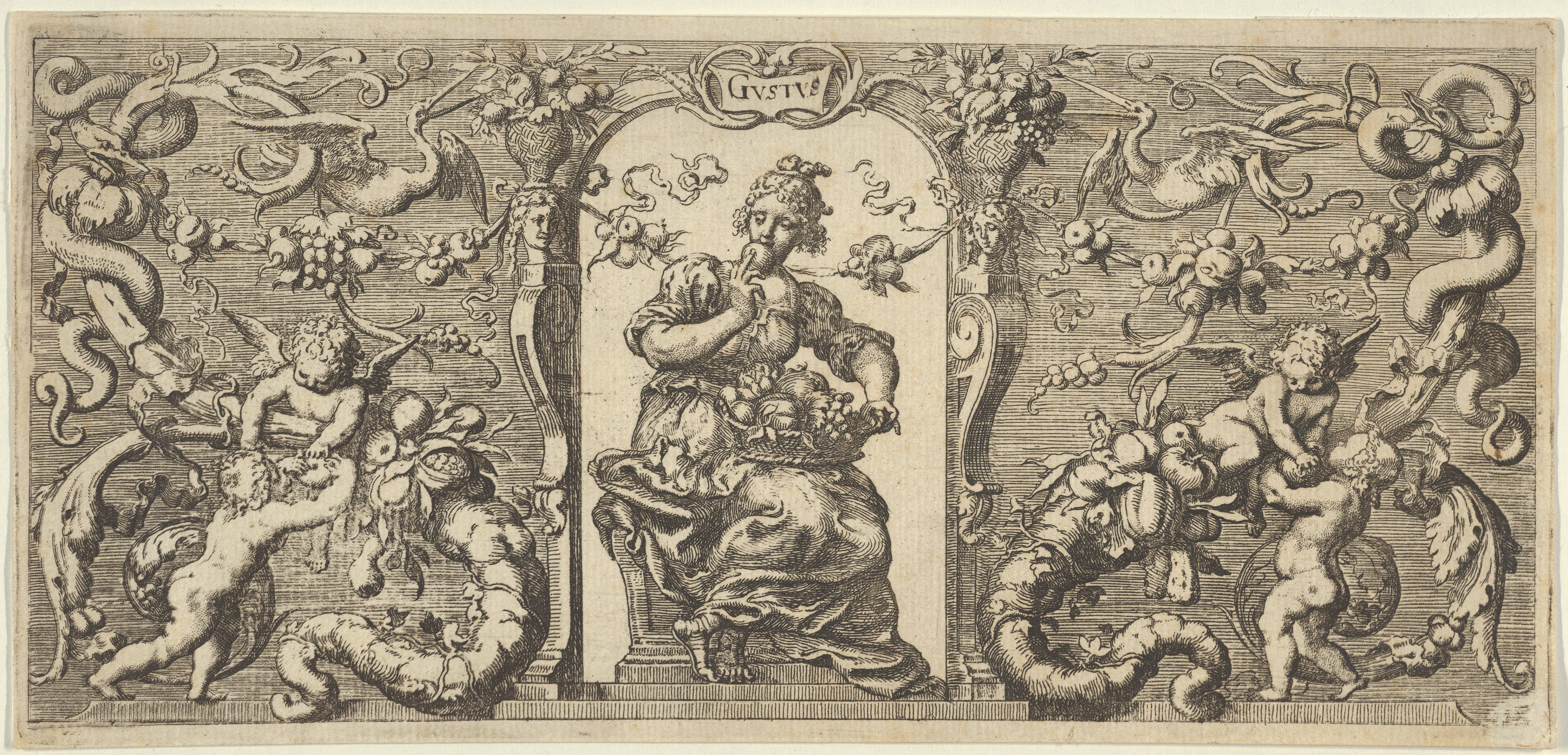
Schmecken (Gustus)
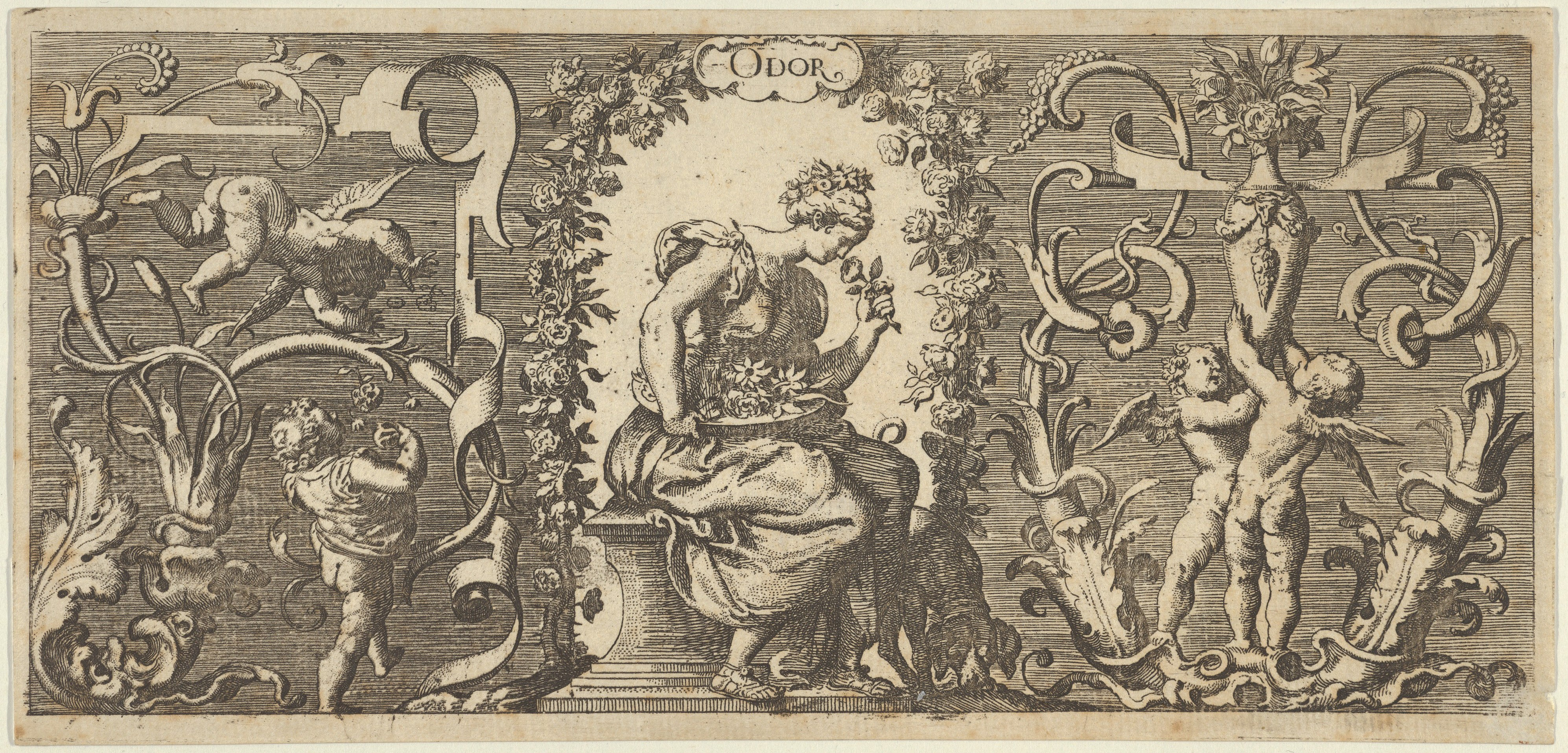
Riechen (Odor)
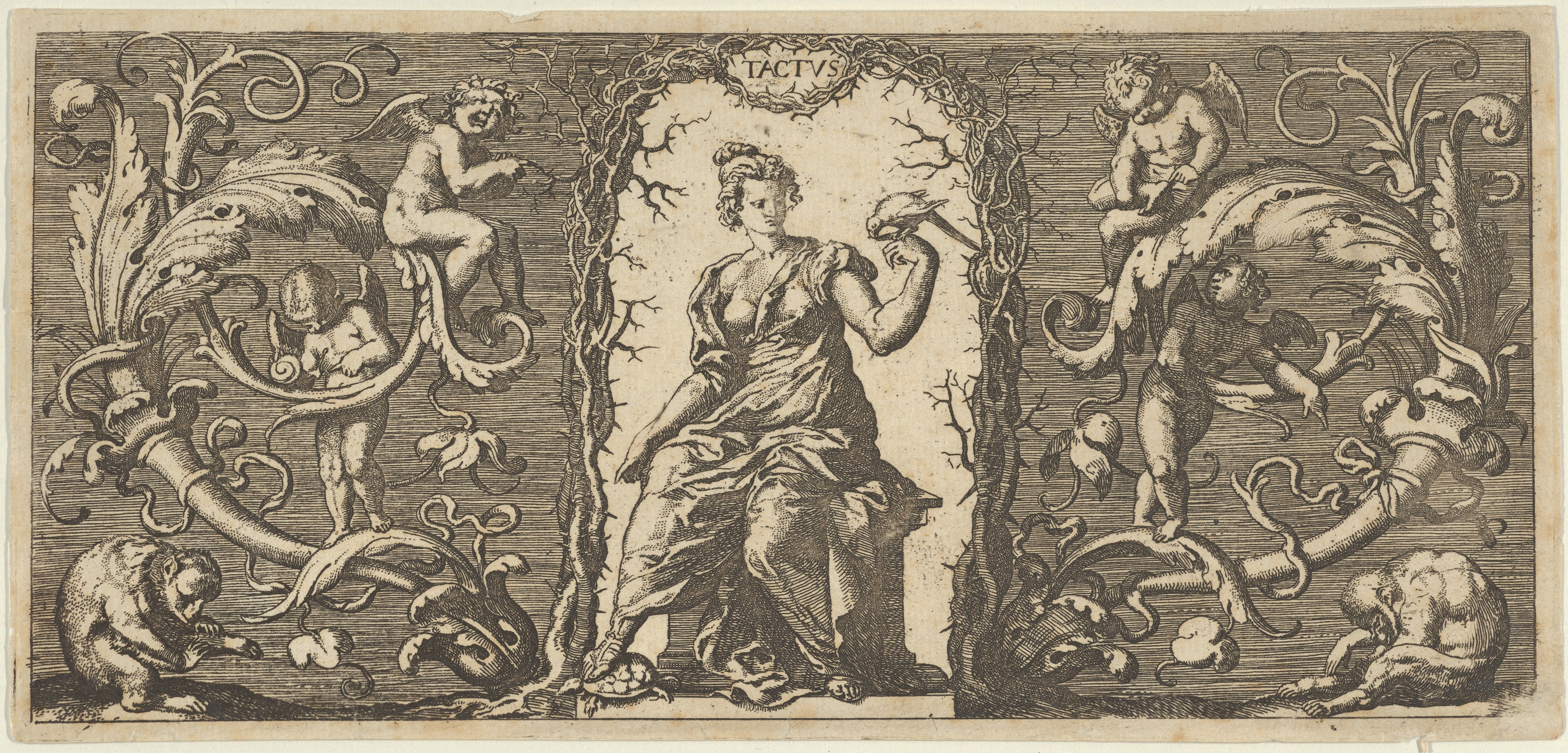
Tasten (Tactus)
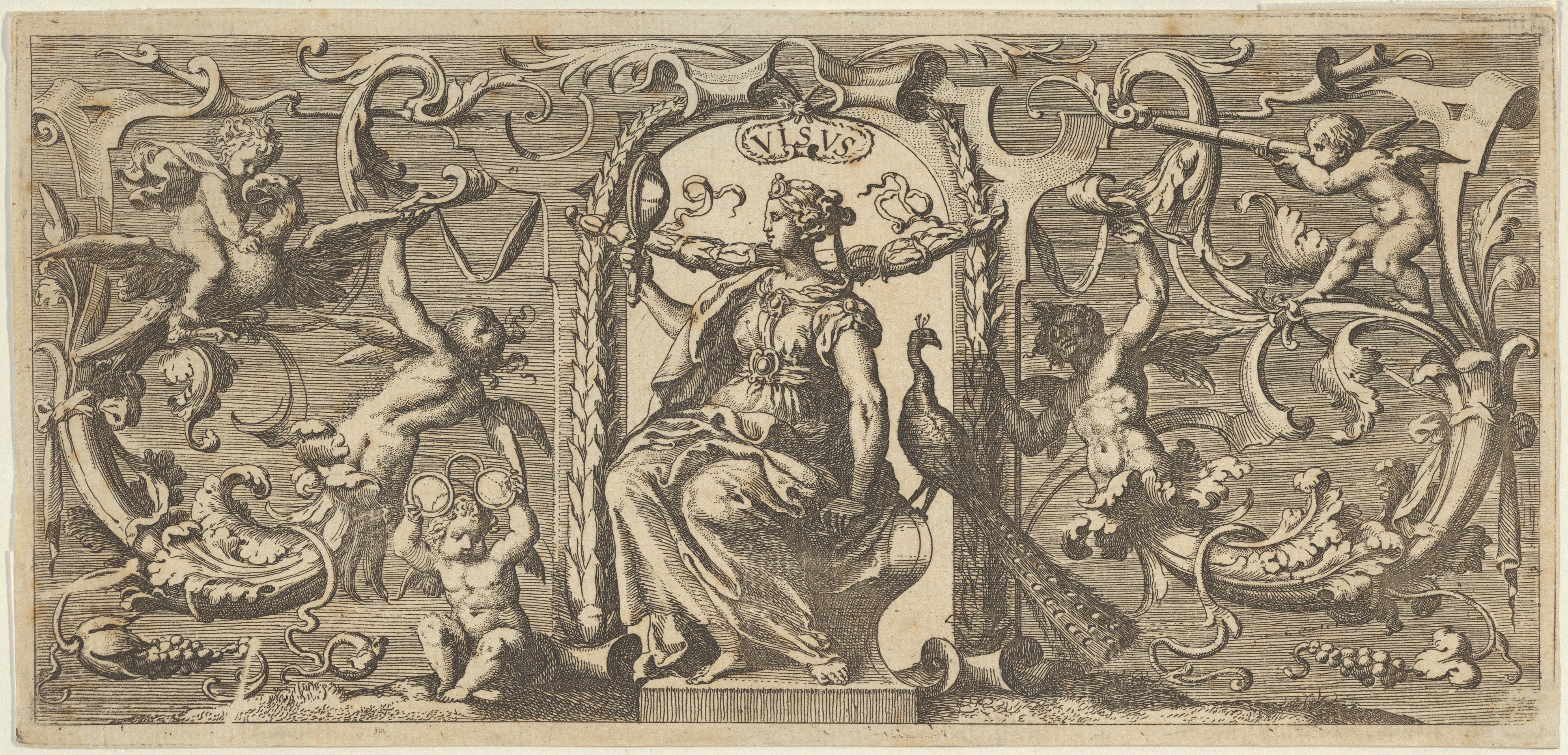
Sehen (Visus)
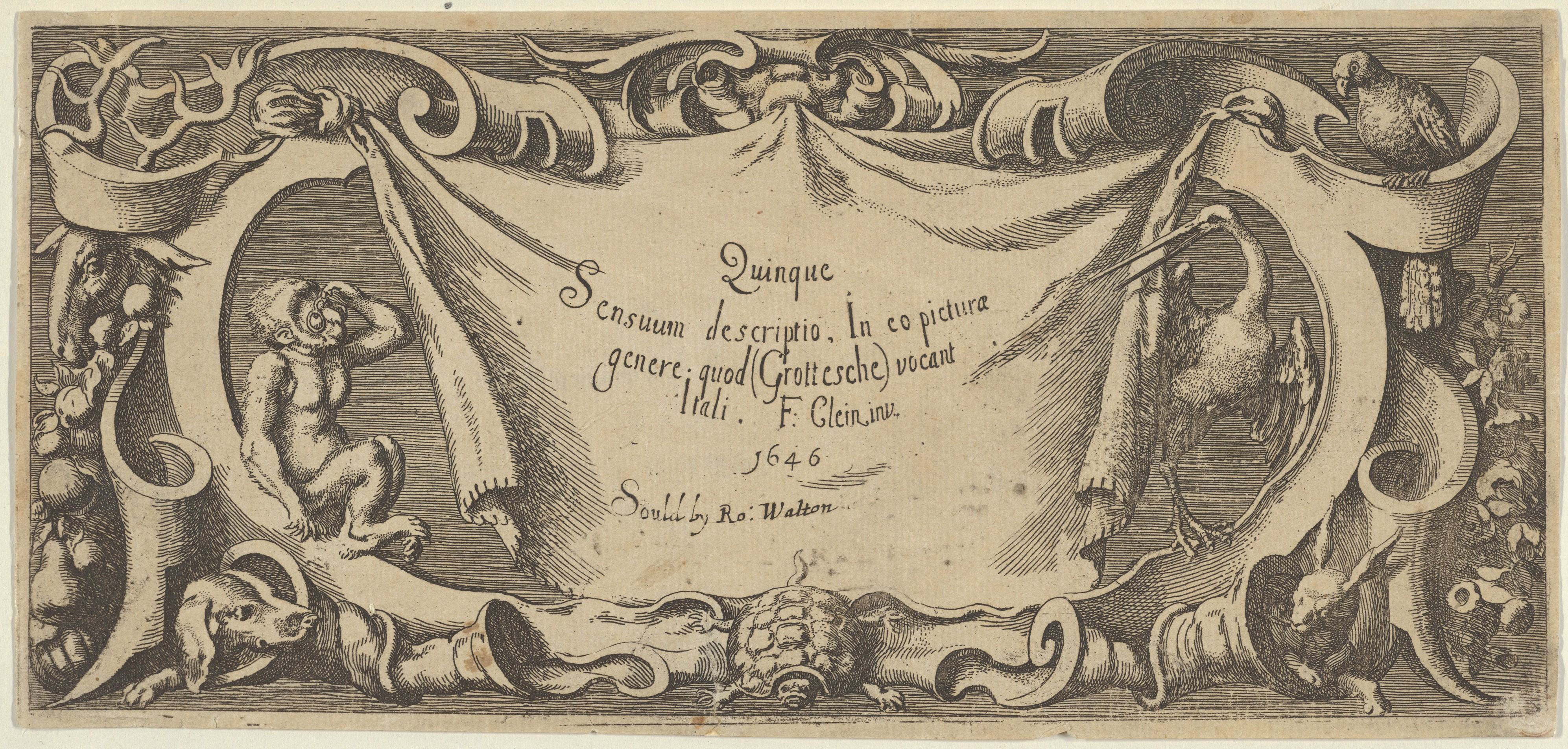
Die fünf Sinne – Titelblatt (Quinque Sensuum Descriptio)
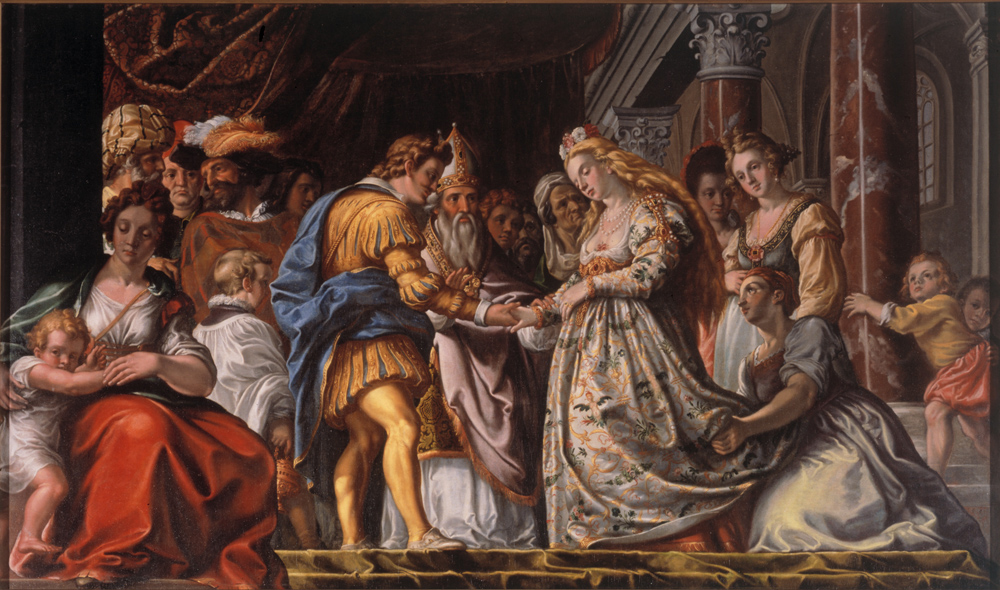
En trolovelse
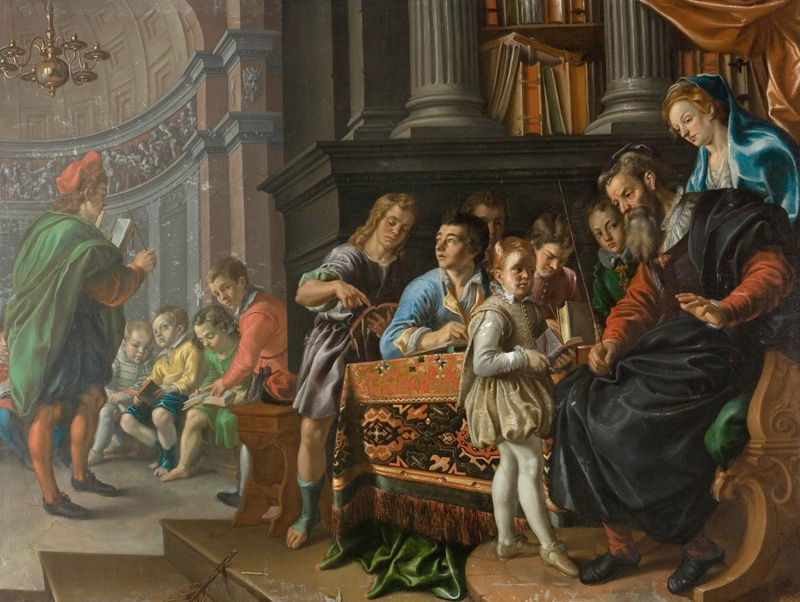
En drengeskole
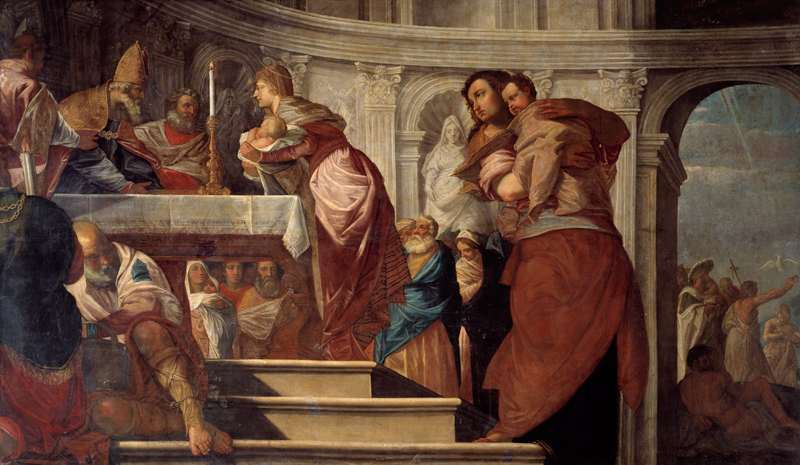
Fremstillingen af Jesus i Templet og Kristi dåb
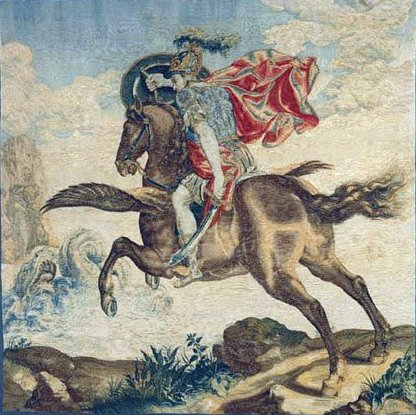
Perseus und Andromeda